# Chiesa di Santa Maria in Galliera
La chiesa di Santa Maria in Galliera, meglio conosciuta come chiesa dei Filippini, è un edificio di culto cattolico situato in via Manzoni, nel centro di Bologna. La chiesa è sede dell'omonima parrocchia del vicariato di Bologna Centro dell'arcidiocesi di Bologna.

## Storia
Una prima chiesa fu eretta nel 1304 come sede della Confraternita dei Poveri Vergognosi. Nel 1479 fu ricostruito in stile rinascimentale mentre la facciata iniziò ad essere rifatta nel 1510 sotto la direzione di Donato di Gaio da Cernobbio, autore del portale. A causa dell'abbandono di quest'ultimo però, la realizzazione del fronte della chiesa venne ultimato da un secondo architetto rimasto sconosciuto.
Nel 1684 furono intrapresi una serie di importanti lavori agli interni sotto la direzione di Giuseppe Antonio Torri. Subì danni durante la seconda guerra mondiale.

## Descrizione

L'altare maggiore

La chiesa presenta una facciata modellata in arenaria. Gli interni, a navata unica, conservano una Madonna, San Francesco di Sales e altri santi di Marcantonio Franceschini, Gesù tra la Madonna e San Giuseppe offre al Padre Eterno la futura Passione di Francesco Albani del 1632. L'altare maggiore è stato realizzato in forme barocche su disegno di Francesco Galli da Bibbiena. Accanto due angeli in stucco di Giuseppe Maria Mazza. Le volte sono state affrescate da Giuseppe Marchesi.